# Salif Traoré (fotograf)
Salif Traoré (* 1974, Kati) je malijský fotograf.

## Životopis
Po studiu účetnictví v technickém školicím středisku v Quinzambougou se Salif Traoré začal věnovat fotografii . V roce 2004 nastoupil do Centra fotografického výcviku.
Zúčastnil se několika skupinových výstav: Une saison en images (Sezóna v obrazech), Les Dépôts de Bamako, Le voyage est au coin de la rue, De l’informel à l’institutionnel (Od neformálního k institucionálnímu).
Během 8. ročníku Rencontres africaines de la photographie (Africká fotografická setkání) konaných v Bamaku od 7. do 13. listopadu, získal cenu Élan, udělovanou Francouzskou rozvojovou agenturou.